# 甲子園学院小学校
甲子園学院小学校（こうしえんがくいんしょうがっこう）は、兵庫県西宮市天道町にある私立小学校。

## 校訓
- 黽勉努力 自ら進んで学習に取り組み努力する。 調和の取れた人間の形成 基本的生活習慣の徹底
- 和衷協同 助け合い、励まし合い、友達と仲良くする。基礎体力の増強
- 至誠一貫 何事にも真心を持って、やりとおす。旺盛な知識欲の涵養

## 沿革
- 1951年（昭和26年） - 開校。
- 1984年（昭和59年） - 現在地に移転。

## 年間行事

### 4月
- 入学式
- 授業参観・懇談会

### 5月
- 創立記念日（1日）
- 授業参観
- 林間学校（篠山）1・3・4・6年生
- 林間学校（高野山）2・5年生

### 6月
- 水泳指導

### 7月
- 個人懇談会
- 七夕まつり
- 校外学習
- 夏休み勉強会（夏休み期間実施・参加自由）

### 9月
- 授業参観・懇談会
- 入学試験（2次）

### 10月
- 幼小合同運動会

### 11月
- ふれあい動物村 1・2年生
- 遠足
- 学習発表会（舞台発表の部）

### 12月
- マラソン大会
- 個人懇談会
- 校外学習（各学年）

### 1月
- 授業参観・懇談会

### 2月
- 入学試験（2次）
- 全校朗読会
- 学習発表会（展示の部）
- 修学旅行

### 3月
- 追悼式
- 6年生を送る会
- 個人懇談会
- 卒業式・修了式
- 新1年生説明会
- 校外学習（各学年）

## アクセス
- JR甲子園口駅から徒歩約5分
- スクールバス運行（阪急西宮北口駅から学校まで10分・阪神甲子園駅から学校まで10分）
- 阪急西宮北口駅から徒歩約20分
- 西宮北口駅南口から阪急バス甲子園学院前下車すぐ（合計約7分）
- 阪神甲子園駅より阪神バスJR甲子園口下車徒歩約5分（合計約15分）